# Candice Bergen

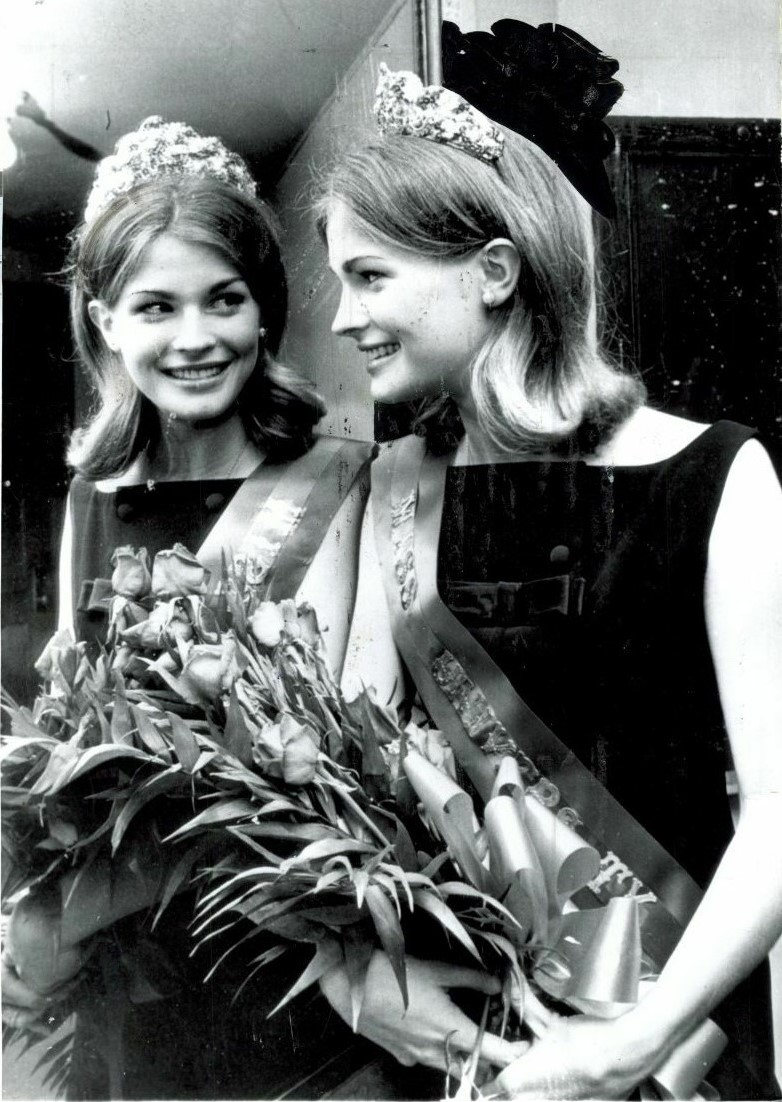
Candice Bergen, 1963.

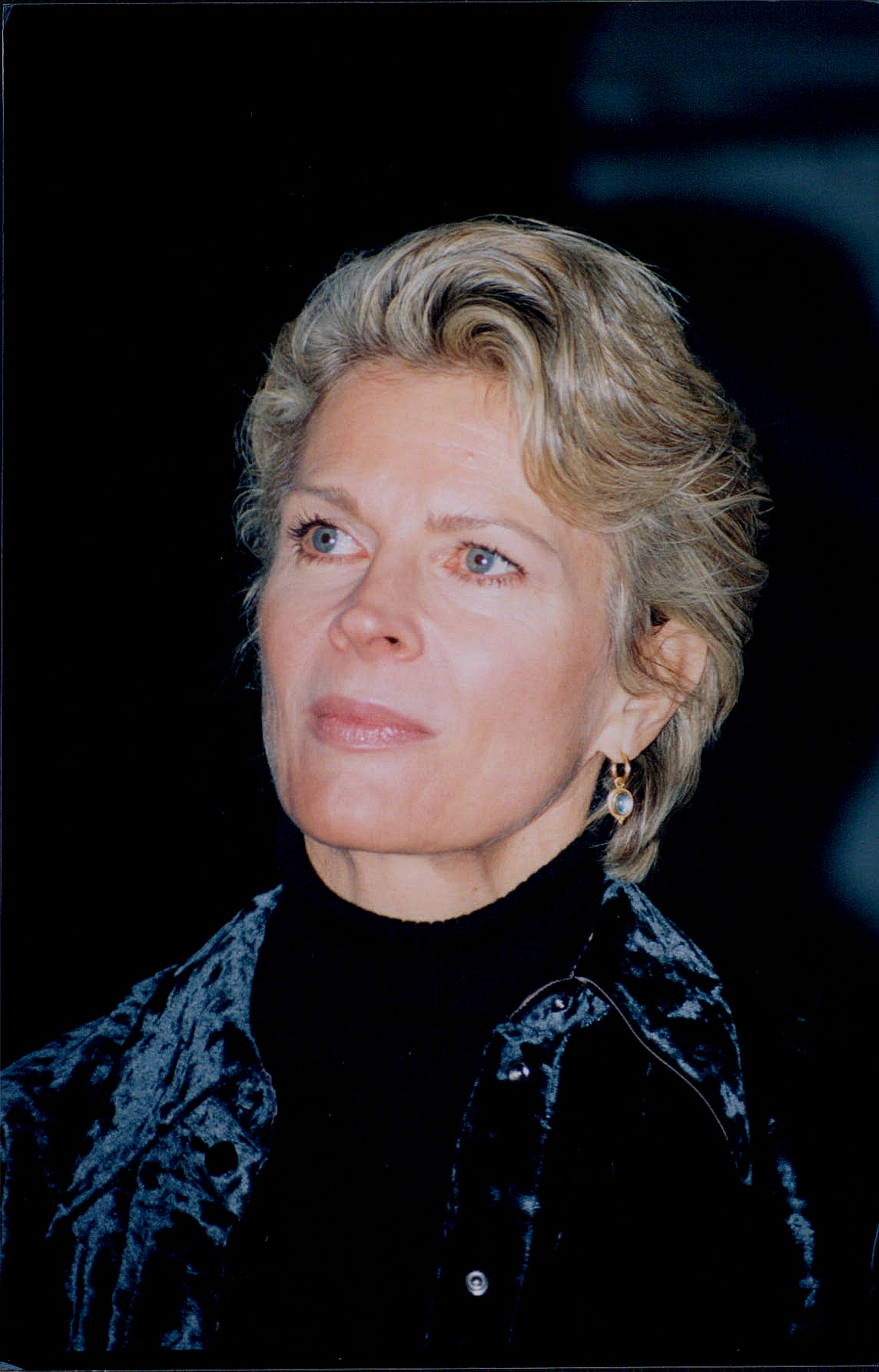
Candice Bergen, 1996.

Candice Patricia Bergen, född 9 maj 1946 i Beverly Hills i Los Angeles, är en amerikansk skådespelare och TV-personlighet.
Candice Bergens far var den berömde buktalaren Edgar Bergen (med trädockan Charlie McCarthy). Hennes farfar Johan Berggren och farmor Nilla Svensdotter kom båda från Hässleholmstrakten i Skåne. De emigrerade till USA. Bergen fick sin skolutbildning i Schweiz och arbetade som fotomodell före filmdebuten 1966. För många svenska tv-tittare är hon kanske framförallt bekant som journalisten Murphy Brown i tv-serien med samma namn.
Candice Bergen är även fotograf och har bland annat fotograferat Fidel Castro och Mao Zedong. Hon har också skrivit artiklar i olika tidskrifter.
Bergen var gift med den franske filmregissören Louis Malle från 1980 till hans död 1995, med vilken hon har en dotter. År 2000 gifte hon om sig med Marshall Rose och det var gifta fram tills hans död 2025.

## Filmografi (i urval)
- 1966 – Gänget
- 1966 – Kanonbåten San Pablo
- 1967 – Leva för att leva
- 1967 – Den dag fisken flöt upp...
- 1968 – Magus
- 1970 – Äventyrarna
- 1970 – Soldier Blue
- 1971 – Köttets lust
- 1971 – De jagade
- 1974 – Diamantregnet
- 1975 – De red för livet
- 1975 – Vinden och lejonet
- 1977 – Biljett till helvetet
- 1978 – Oliver's Story
- 1979 – Börja om från början
- 1981 – Rich and Famous
- 1982 – Gandhi
- 1984 – 2010
- 1985 – Stick
- 1988–1998 – Murphy Brown (TV-serie) (247 avsnitt)
- 2000 – Miss Secret Agent
- 2002–2004 – Sex and the City (TV-serie) (tre avsnitt)
- 2002 – Sweet Home Alabama
- 2003 – View from the Top
- 2003 – The In-Laws
- 2005–2008 – Boston Legal (TV-serie) (91 avsnitt)
- 2008 – Sex and the City
- 2008 – The Women
- 2009 – Bröllopsduellen
- 2010 – The Romantics
- 2015 – Battle Creek (TV-serie)
- 2023 – Book Club: The Next Chapter